# تور اوروی
تور اوروی (انگلیسی: Thor Ørvig; ۱۴ دسامبر ۱۸۹۱ – ۱۷ ژوئن ۱۹۶۵) قایقران قایق بادبانی اهل نروژ بود.